# Maribel (telenovela)
Maribel foi uma telenovela venezuelana de 1989, produzida por Venevisión, e distribuída internacionalmente por Venevisión Internacional.
É uma versão da telenovela A Zulianita produzida em 1977, onde agregaram personagens e novas situações à história original. Conta com Tatiana Capote e Luis José Santander como os principais protagonistas e como antagonistas contou com Yolanda Méndez, Raúl Xiques e Lilibeth Morillo.

## Sinopse
Maribel sofre uma tragédia depois que seu pai adotivo morre, deixando à família sem um centavo. É forçada, então, a procurar um trabalho.
Em seu primeiro trabalho num bar, o dono acossa-lhe e durante uma briga, ela fere acidentalmente a José Daniel, que depois apresenta uma denuncia contra ela.
Ela consegue um segundo trabalho como empregada na mansão da família Del Vale onde conhece e se apaixona por Luis Alejandro, o filho maior da família.
Seu amor será provado pela confiança, as fitas-cola e segredos do passado. Maribel se reencontrará com seu pai, Rogelio Duarte, um advogado acusado de um crime que não cometeu pelos pais de Luis Alejandro, o ambicioso Federico e a perigosa Verónica Del Vale que também foram responsáveis por separação dos pais de Maribel, Sofía e Rogelio.

## Elenco
- Tatiana Capote como Maribel Duarte
- Luis José Santander como Luis Alejandro Del Vale
- Yolanda Méndez como Verónica del Vale
- Raúl Xiques como Federico Del Vale
- Henry Galué
- Sandra Bruzon
- Yudith Vásquez como Severa
- Solmaira Castillo como Pérola
- Lilibeth Morillo como Andreína Colmenares
- Verónica Ortiz como Rebeca
- Rebeca Costoya como Erika
- Henry Soto
- Betty Ruth
- Agustina Martín como Virginia Del Vale
- Alberto Marín como Rogelio Duarte
- Ana Castell como Josefina Contreras
- Mahuampi Deita
- Angélica Areias
- Manuel Carrillo
- Liliana Rodríguez Como Fermina
- Rosalinda Serfaty Como Erika
- Emma Rabbe como Amalia del Vale
- Yanis Chimaras como José Daniel Valera
- Lila Morillo
- Lucia Sanoja
- Gonzalo Velutini
- Julio Pereira
- Emily Guanche como Pelusa